# Тражукова Інна В'ячеславівна
Інна В'ячеславівна Тражукова (рос. Инна Вячеславовна Тражукова; нар. 11 вересня 1990, Верхні Тімерсяни, Цильнінський район, Ульяновська область, РРФСР, СРСР) — російська борчиня вільного стилю, чемпіонка світу, дворазова срібна та дворазова бронзова призерка чемпіонатів Європи, дворазова срібна призерка Кубків світу, учасниця Олімпійських ігор. Майстер спорту Росії міжнародного класу з вільної боротьби.

## Біографія
Боротьбою почала займатися з 11 років. Крім боротьби інших секцій у селі, де народиоася Інна, не було. Першим тренером був її батько В'ячеслав Тражуков, який тренував доньку до 11 класа. У 16 років переїхала з Ульяновської області до Москви і поступила в училище олімпійського резерву № 1.
У 2010 році стала бронзовою призеркою чемпіонату Європи серед юніорів. Дворазова срібна призерка студентських чемпіонатів світу (2010, 2012).
Виступає за борцівський клуб «Вітязь», Москва. Триразова чемпіонка Росії (2014—2016). Дворазова володарка Кубка Росії (2014—2015).
Закінчила бакалаврат Московського міського педагогічного університету за фахом тренер-викладач, продовжила навчання в магістратурі.

### Конфлікт з Михайлом Маміашвілі
На літніх Олімпійських іграх 2016 року в Ріо-де-Жанейро Інна Тражукова після трьох перемог поступилася у півфіналі японці Каваї Рісако, що стала олімпійською чемпіонкою. У сутичці за третє місце російська спортсменка поступилася досвідченій польській борчині Моніці Михалик. Відразу після цього поєдинку у Тражукової стався конфлікт з президентом Федерації спортивної боротьби Росії Михайлом Маміашвілі. За словами спортсменки, той лаявся, висловлювався нецензурно, звинуватив її у зрадництві та двічі вдарив у обличчя. Тражукова подала на чиновника заяву в прокуратуру. Однак через декілька днів спортсменка заявила, що після вибачень Михайла Маміашвілі, які були опубліковані на офіційному сайті Федерації спортивної боротьби Росії, вона вважає їхній конфлікт вичерпаним.

## Спортивні результати на міжнародних змаганнях

### Виступи на Олімпіадах
| Змагання                    | Збірна | Вагова категорія          | Місце |
| --------------------------- | ------ | ------------------------- | ----- |
| Літні Олімпійські ігри 2016 | Росія  | жіноча боротьба, до 63 кг | 5     |

### Виступи на Чемпіонатах світу
| Змагання                        | Збірна | Вагова категорія          | Місце  |
| ------------------------------- | ------ | ------------------------- | ------ |
| Чемпіонат світу з боротьби 2019 | Росія  | жіноча боротьба, до 65 кг | Золото |

### Виступи на Чемпіонатах Європи
| Змагання                         | Збірна | Вагова категорія          | Місце  |
| -------------------------------- | ------ | ------------------------- | ------ |
| Чемпіонат Європи з боротьби 2011 | Росія  | жіноча боротьба, до 63 кг | Бронза |
| Чемпіонат Європи з боротьби 2013 | Росія  | жіноча боротьба, до 63 кг | 8      |
| Чемпіонат Європи з боротьби 2014 | Росія  | жіноча боротьба, до 63 кг | 9      |
| Чемпіонат Європи з боротьби 2016 | Росія  | жіноча боротьба, до 63 кг | Бронза |
| Чемпіонат Європи з боротьби 2017 | Росія  | жіноча боротьба, до 63 кг | 5      |
| Чемпіонат Європи з боротьби 2018 | Росія  | жіноча боротьба, до 62 кг | Срібло |
| Чемпіонат Європи з боротьби 2020 | Росія  | жіноча боротьба, до 62 кг | Срібло |

### Виступи на Кубках світу
| Змагання                    | Збірна | Вагова категорія          | Місце  |
| --------------------------- | ------ | ------------------------- | ------ |
| Кубок світу з боротьби 2010 | Росія  | жіноча боротьба, до 67 кг | 9      |
| Кубок світу з боротьби 2011 | Росія  | жіноча боротьба, до 63 кг | 9      |
| Кубок світу з боротьби 2014 | Росія  | жіноча боротьба, до 63 кг | Срібло |
| Кубок світу з боротьби 2015 | Росія  | жіноча боротьба, до 63 кг | Срібло |

### Виступи на інших змаганнях
| Змагання                                        | Збірна | Вагова категорія          | Місце  |
| ----------------------------------------------- | ------ | ------------------------- | ------ |
| Чемпіонат світу з боротьби серед студентів 2010 | Росія  | жіноча боротьба, до 63 кг | Срібло |
| Золотий Гран-прі з боротьби 2011 (Красноярськ)  | Росія  | жіноча боротьба, до 63 кг | Срібло |
| Тестовий турнір FILA 2011                       | Росія  | жіноча боротьба, до 63 кг | 5      |
| Київський Міжнародний турнір з боротьби 2012    | Росія  | жіноча боротьба, до 63 кг | 9      |
| Гран-прі Іспанії з боротьби 2012                | Росія  | жіноча боротьба, до 63 кг | 5      |
| Золотий Гран-прі з боротьби 2012 (Баку)         | Росія  | жіноча боротьба, до 63 кг | Бронза |
| Чемпіонат світу з боротьби серед студентів 2012 | Росія  | жіноча боротьба, до 63 кг | Срібло |
| Вогні Москви 2012                               | Росія  | жіноча боротьба, до 63 кг | Бронза |
| Гран-прі «Іван Яригін» 2013                     | Росія  | жіноча боротьба, до 63 кг | Бронза |
| Klippan Lady Open 2013                          | Росія  | жіноча боротьба, до 63 кг | Золото |
| Меморіал Вацлава Циолковського 2013             | Росія  | жіноча боротьба, до 63 кг | Бронза |
| Вогні Москви 2013                               | Росія  | жіноча боротьба, до 63 кг | Золото |
| Гран-прі «Іван Яригін» 2014                     | Росія  | жіноча боротьба, до 63 кг | Бронза |
| Klippan Lady Open 2014                          | Росія  | жіноча боротьба, до 63 кг | Бронза |
| Вогні Москви 2014                               | Росія  | жіноча боротьба, до 63 кг | Золото |
| Відкритий кубок Росії з боротьби 2014           | Росія  | жіноча боротьба, до 63 кг | Золото |
| Гран-прі «Іван Яригін» 2015                     | Росія  | жіноча боротьба, до 63 кг | Срібло |
| Гран-прі Німеччини з боротьби 2015              | Росія  | жіноча боротьба, до 63 кг | Срібло |
| Гран-прі «Іван Яригін» 2016                     | Росія  | жіноча боротьба, до 63 кг | Золото |
| Гран-прі Німеччини з боротьби 2016              | Росія  | жіноча боротьба, до 63 кг | Бронза |
| Чемпіонат Росії з боротьби 2016                 | Росія  | жіноча боротьба, до 63 кг | Золото |
| Гран-прі Іспанії з боротьби 2016                | Росія  | жіноча боротьба, до 63 кг | 10     |
| Гран-прі «Іван Яригін» 2017                     | Росія  | жіноча боротьба, до 63 кг | Срібло |
| Чемпіонат Росії з боротьби 2017                 | Росія  | жіноча боротьба, до 63 кг | Срібло |
| Відкритий чемпіонат Польщі з боротьби 2017      | Росія  | жіноча боротьба, до 63 кг | 7      |
| Гран-прі «Іван Яригін» 2018                     | Росія  | жіноча боротьба, до 62 кг | Бронза |
| Гран-прі Іспанії з боротьби 2018                | Росія  | жіноча боротьба, до 62 кг | Бронза |
| Чемпіонат Росії з боротьби 2018                 | Росія  | жіноча боротьба, до 62 кг | Золото |
| Турнір Олександра Медведя 2018                  | Росія  | жіноча боротьба, до 62 кг | 8      |
| Гран-прі Іспанії з боротьби 2019                | Росія  | жіноча боротьба, до 62 кг | Золото |
| Відкритий чемпіонат Польщі з боротьби 2019      | Росія  | жіноча боротьба, до 62 кг | 5      |
| Турнір Маттео Пелліцоне 2020                    | Росія  | жіноча боротьба, до 65 кг | Золото |

### Виступи на змаганнях молодших вікових груп
| Змагання                                       | Збірна | Вагова категорія          | Місце  |
| ---------------------------------------------- | ------ | ------------------------- | ------ |
| Чемпіонат Європи з боротьби серед юніорів 2010 | Росія  | жіноча боротьба, до 67 кг | Бронза |